# Velîki Troianî, Uleanovka
Velîki Troianî (în ucraineană Великі Трояни) este o comună în raionul Uleanovka, regiunea Kirovohrad, Ucraina, formată numai din satul de reședință.

## Demografie
Componența lingvistică a comunei Velîki Troianî
     Ucraineană (99,14%)
     Alte limbi (0,86%)
Conform recensământului din 2001, majoritatea populației comunei Velîki Troianî era vorbitoare de ucraineană (99,14%), existând în minoritate și vorbitori de alte limbi.